# Endre Martin Midtstigen
Endre Martin Midtstigen (13 marzo 1986) è un attore norvegese.

## Filmografia

### Film
- Fritt vilt II - Mikal
- Fritt vilt - Mikal

### Cortometraggi
- Akvarium - Young Man (2011)